# 高朋滿座
《高朋滿座》（英語：Welcome To The House）是香港電視廣播有限公司拍攝製作的時裝處境喜劇，監製羅永賢。該劇於2006年4月10日至2007年3月10日首播，為首套於翡翠台20:00時段播映的處境劇，每集半小時（連廣告）。此後原定20:00時段的劇集延後至20:30時段播映。

## 創作
監製羅永賢表示，自從2005年香港無綫電視劇集《皆大歡喜》拍攝完畢後，便再沒有新的處境喜劇在星期一至五晚於翡翠台播出，而處境喜劇一直受電視觀眾所歡迎，劇組人員商議後，便決定開拍一部類似《真情》和《皆大歡喜》的家庭式處境喜劇，以期引起觀眾的共鳴。經過選角後，劇組人員認為鄭丹瑞最適合演出「高有朋」這一類住家小男人的角色。而「章悅滿」這角色，則因為伍詠薇性格開朗，加上她已習瑜伽多年，故安排由她飾演。
而且，根據一些香港報章的報導顯示，香港無綫電視開拍本劇的另一個原因，是因為自從2005年1月完後《皆大歡喜》播放完畢後，將翡翠台於星期一至五晚，由香港時間晚上八時至十一時的三小時內播放三部電視劇集，以配合《大長今》的播出，而《大長今》亦令翡翠台創出五十點的收視新高。但當《大長今》播放完畢後，接下來的劇集未能承接其聲勢，引致收視下跌。部份劇集例如《隨時候命》、《棟篤狀王》等，更只有大約二十點的收視，屬香港無綫電視所不能接受的收視水平，更有指當翡翠台在晚上十時播畢第二線劇集後，便有三份之一的觀眾轉看其他頻道或是關掉電視機。故香港無綫電視有見及此，於2006年4月10日重新編排翡翠台黃金時段的節目編排，其中《高朋滿座》則安排於晚上八時至八時半播出，而原定八時播出的第一線劇集則順延至八時半才播映。但亦因此第一線劇集的劇情不再遷就「合家欣賞時間」，加入了不少被分類為PG家長指引的劇情。

### 主題
高朋滿座原是中國成語，形容賓客盈門，該劇運用了同形同音性質借指劇中「高家」各人。

## 演員表

### 高家
| 演員            | 角色   | 背景 |
| 不適用          | 高尚   | 高超之父 黃美妮、董美美之家翁 高慶、高寶、高麗之爺爺 章麗、何妙喜之祖家翁 高有朋、高有義、高有情之曾祖父 章悅滿、蘇花之曾祖家翁 高蕙婷之高祖父 孫中山之好友 已去世 |
|                 | 高超   | 抗日軍醫 高尚之子 黃美妮、董美美之夫 高慶、高寶、高麗之父 章麗、何妙喜之家翁 高有朋、高有義、高有情之爺爺 章悅滿、蘇花之祖家翁 高蕙婷之曾祖父 已去世 |
|                 | 黃美妮 | 高超之正妻 高慶、高寶之母 高麗之嫡母 高尚之媳婦 章麗、何妙喜之家姑 高有朋、高有義、高有情之嫲嫲 章悅滿、蘇花之太家姑 高蕙婷之太嫲 已去世 |
| 黃梓瑋          | 董美美 | 高超之二太太 高麗之母 高慶、高寶之庶母 高尚之媳婦 章麗、何妙喜之庶家婆 高有朋、高有義、高有情之庶祖母 章悅滿、蘇花之庶祖家婆 高蕙婷之庶曾祖母 已去世 |
| 鍾景輝          | 高慶   | 高超、黃美妮之長子 董美美之繼子 章麗、何妙喜之夫 高有朋、高有義、高有情之父 高尚之孫 高寶之兄 高麗同父異母之兄 章悅滿、蘇花之老爺 高蕙婷之爺爺 「高慶大藥房」老闆兼中醫師 「風調雨順四大天王」之一 高慶的前三代都是中醫師，故得到豐富的祖傳醫學知識，且醫術高明。他對貧苦的病人多會贈醫施藥，並不計較個人得失。他遇事不平則鳴，但他思想開明，亦能與時並進。不過，或可能因其醫術是三代祖傳，故老希望有朋能當中醫師以繼承其衣缽。但高有朋認為高慶的收入不多，寧可成為廚師以賺取更多收入。 |
| 鍾景輝          | 高寶   | 高超、黃美妮之次子 董美美之繼子 高尚之孫 高慶之弟 高麗同父異母之兄 章麗、何妙喜之叔仔 高有朋、高有義、高有情之叔父 章悅滿、蘇花之叔公 高蕙婷之叔公 |
| 不適用          | 章麗   | 高慶之亡妻兼第一任妻子 高有朋之亡母兼親生母親 高尚之孫媳婦 高超、黃美妮之媳婦；董美美之繼媳婦 高寶、高麗之第一任大嫂 章悅滿之已故家母 高蕙婷之已故嫲嫲 已去世 |
| 盧宛茵          | 何妙喜 | 高慶之第二任妻子 高有朋之繼母 高有義、高有情之母 高尚之孫媳婦 高超、黃美妮之媳婦；董美美之繼媳婦 高寶、高麗之第二任大嫂 章悅滿之繼家母 蘇花之家母 高蕙婷之繼嫲嫲 「高慶大藥房」老闆娘 何妙喜原本是居於高慶鄰家的女傭，由於她不論有無患病，都經常找高慶抓中藥以調理身子，而高慶見她家財不多，故對她贈醫施藥且不收費，令妙喜感動，最後結成夫婦，並誕下有義及有情兩兄妹。此外，當何妙喜儲下一些積蓄後，亦為高慶開了一家藥房，並在店中處理大小事務。 |
| 林敏儀 （年青） | 高麗   | 高超、董美美之女 黃美妮之繼女 高尚之孫女 高慶、高寶同父異母之妹 章麗、何妙喜之姑仔 高有朋、高有義、高有情之孻姑姐 章悅滿、蘇花之孻姑奶奶 高蕙婷之姑婆 羅亨利之女友，後為其妻 高麗在少年時已跟隨生母到英國居住，故習染了英國人的習慣。例如她的衣著比其他人講究，而且待人十分有禮。她在長大後曾於倫敦的唐人街行醫。返回香港後，在倫敦行醫的資格不獲承認，故在晚上報讀大學的中醫課程，而日間則到高慶的藥行協助抓藥，希望將來可在香港行醫。不過，由於她不善變通，加上有潔癖，令她與高家眾人相處時鬧出不少笑話。 |
| 苑瓊丹          | 高麗   | 高超、董美美之女 黃美妮之繼女 高尚之孫女 高慶、高寶同父異母之妹 章麗、何妙喜之姑仔 高有朋、高有義、高有情之孻姑姐 章悅滿、蘇花之孻姑奶奶 高蕙婷之姑婆 羅亨利之女友，後為其妻 高麗在少年時已跟隨生母到英國居住，故習染了英國人的習慣。例如她的衣著比其他人講究，而且待人十分有禮。她在長大後曾於倫敦的唐人街行醫。返回香港後，在倫敦行醫的資格不獲承認，故在晚上報讀大學的中醫課程，而日間則到高慶的藥行協助抓藥，希望將來可在香港行醫。不過，由於她不善變通，加上有潔癖，令她與高家眾人相處時鬧出不少笑話。 |
| 鄭丹瑞          | 高有朋 | 高慶、章麗之長子 何妙喜之繼子 章悅滿之夫 高蕙婷之父 高尚之曾孫 高超、黃美妮之孫 董美美之繼孫 高寶、高麗之侄 高有義、高有情同父異母之兄 蘇花之大伯 章溢滿之姐夫 患有心臟病，於第239集通波仔 廚藝學院高級導師 曾獲「廚神」、「刀神」之封號 高有朋孩提的時候，母親因病離世，自此與其父高慶一起生活，並培育成將來高家的經濟支柱。後來由於何妙喜成為其繼母，將有朋視如已出，更獲何妙喜所傳授的廚藝，令他立志成為廚師，並以此在終身職業。由於家中只有高有朋懂得下廚，故此他每天除了教授別人下廚外，亦要替家人準備晚膳，幸而因他以下廚為樂，並不介意。 |
| 伍詠薇          | 章悅滿 | 高有朋之妻 高蕙婷之母 章溢滿之姐 高尚之曾孫媳 高超、黃美妮之孫媳婦 董美美之繼孫媳婦 高慶、章麗之媳婦 何妙喜之繼媳婦 高寶、高麗之侄媳婦 高有義、高有情之大嫂 蘇花之妯娌 口頭禪「Relax」 「Yoga Family 瑜伽家」瑜伽教師 於第159集成為輔警 章悅滿原是澳門人，因其父母離異，生母改嫁異地，而父親為了謀生，故將悅滿與其弟溢滿交由其香港好友高慶代為照顧，並寄居其家中。可惜，章父後來因交通意外而去世，但因高慶重情義而繼續供養。或可能因她與高有朋同住而日久生情，當與高有朋談戀愛後不久便閃電結婚，並誕下獨女蕙婷。不過，由於章悅滿是事業型女姓，故經常早出晚歸，故此所有家務都要高有朋負責。而她每晚睡覺所發出的鼻鼾聲，亦令高有朋經常不能安睡而大感不滿。章悅滿在劇中對烹飪以及家務一竅不通，故此高家的家務以及每晚的晚飯全由高有朋負責。 |
| 曹永廉          | 高有義 | 高慶、何妙喜之子 高尚之曾孫 高超、黃美妮之孫 董美美之繼孫 高寶、高麗之侄 高有朋之同父異母之弟 高有情之二哥 章悅滿之叔仔 高蕙婷之二叔父 蘇花之男友，曾分手，最後復合並結婚 章溢滿之好兄弟兼姻親 曾暗戀程家敏 任職「永明金融」保險公司經紀 高有義自小讀書成績優異，大學畢業後到電視台當舞蹈員，亦希望他朝的舞技可與郭富城的一樣出眾。但一次演出時扭傷腰骨，促使他轉業成為保險經紀。由於高有義在童年時需經常接收一些由其兄高有朋所送的二手衣服，令其心生不岔，故長大後甫支薪，便把賺來的金錢花在購買名牌服裝上，使其經常入不敷支，為高有朋所操心。 |
| 鄧上文          | 高有情 | 高慶、何妙喜之女 高尚之曾孫女 高超、黃美妮之孫女 董美美之繼孫女 高寶、高麗之姪女 高有朋之同父異母之妹 高有義之妹 章悅滿、蘇花之姑仔 高蕙婷之姑姐 曾為「現代經典婚紗」職員 曾和高有義同保險公司任職並擔任助理 「喱喱物語」零食店老闆 「地獄七仙女」之一 高有情是一個典型的香港女生，性格開朗，希望可以嫁予一個疼愛自己的好丈夫，相夫教子。不過高有情只屬初出茅廬的女生，末有自己的事業，加上樣貌也不算太標緻，故經常沉迷閱讀愛情小說來麻醉自己，不過她仍然感到生活一片空白，十分渾沌。 |
| 李思捷          | 章溢滿 | 章悅滿之弟 高有朋之舅仔 高蕙婷之舅父 高慶、章麗、何妙喜、高寶、高麗之姻侄子 高有義之好兄弟兼姻親 高有情之姻親 任職「DHL速遞公司」速遞員 章溢滿的讀書成績只屬一般，但對電腦知識和電器維修卻十分純熟且極感興趣。雖然他平時沉默寡言，但一提及電腦的問題就可以滔滔不絕。不過，有朋常擔心他經常足不出戶，工餘時間沉迷電腦而缺乏交際，並造成自閉，故經常抽空開解。 |
| 鍾煌            | 高蕙婷 | 高有朋、章悅滿之女 高尚之玄孫女 高超、黃美妮之曾孫女 董美美之繼曾孫女 高慶、章麗之孫女 何妙喜之繼孫女 高寶、高麗之姪孫女 高有義、蘇花、高有情之姪女 章溢滿之外甥女 中學生，於第195集獨自到加拿大求學 由於她是獨生女，故其父母可以集中其時間和精力在她身上，使她在學校成績不俗。而其母章悅滿的時代女性形象，或多或少影響了她的求知慾比其他同學強，並常關心時事及作出批判。而她與其祖父高慶之性格都比較衝動，故此當高家成員對他們有過犯的時候，他們都會聯手批評，令高有朋和章悅滿都頭痛不已。 |

### 蘇家
| 演員            | 角色   | 關係 |
| 黎宣            | 蘇黎細 | 蘇根之母 蘇花之養母 高慶、高寶、高麗之三舅母 高有朋、高有義、高有情之三舅婆 高蕙婷之三太舅婆 名字諧音：蘇黎世                                                        |
| 李日昇 （少年） | 蘇根   | 「高慶大藥房」職員 蘇黎細之子 蘇花無血緣之兄 高慶、高寶之表弟 高麗之表哥 高有朋、高有義、高有情之表叔 高蕙婷之表叔公 名字諧音：鬚根                                  |
| 蔣志光          | 蘇根   | 「高慶大藥房」職員 蘇黎細之子 蘇花無血緣之兄 高慶、高寶之表弟 高麗之表哥 高有朋、高有義、高有情之表叔 高蕙婷之表叔公 名字諧音：鬚根                                  |
| 陳敏之          | 蘇花   | 按摩器材專用店銷售員 蘇黎細之養女 蘇根無血緣之妹 高慶、高寶、高麗無血緣之表妹 高有朋、高有情無血緣之表姑姐 高有義無血緣之表姑姐兼女友，最後結婚 高蕙婷無血緣之表姑婆 |

### Yoga Family 瑜伽家
| 演員   | 角色   | 關係                                                     |
| 喬寶寶 | 羅亨利 | 老闆 於第34集被提及之前在印度是名模 章悅滿、曾美娜之上司 |
| 陳霽平 | 曾美娜 | 瑜伽導師 羅亨利之下屬 章悅滿之同事 曾暗戀高有義          |

### 高慶大藥房
| 演員   | 角色   | 關係                                                                     |
| 陳狄克 | 游永富 | 「高慶大藥房」職員 負責抓藥                                              |
| 楊英偉 | 丁文強 | 「高慶大藥房」職員 負責煲藥 於第89集被辭退                               |
| 李泳豪 | 許力   | 「高慶大藥房」職員 負責切藥                                              |
| 魏惠文 | 黎宇生 | 「高慶大藥房」註診中醫師 於第4集被何妙喜聘請，後於第10集因斷錯症自行離職 |

### 廚藝學院
| 演員   | 角色   | 關係                                                  |
| 高俊文 | 岑飛   | 廚藝學院老闆 高有朋、宋志昭、呂甜、唐昇、張惠蘭之上司 |
| 羅莽   | 宋志昭 | 廚藝學院導師 岑飛之下屬 高有朋之同事                  |
| 姚瑩瑩 | 呂甜   | 廚藝學院導師 岑飛之下屬 高有朋之同事                  |
| 羅浩楷 | 唐昇   | 廚藝學院導師 岑飛之下屬 高有朋之同事 唐棠之父         |
| 陳穎妍 | 張惠蘭 | 岑飛之下屬 高有朋之同事                               |

### DHL速遞公司
| 演員   | 角色 | 關係                                           |
| 李啟傑 |      | 機場樞紐中心經理                               |
| 羅天池 | 大孖 | 速遞員 章溢滿之同事                            |
| 鄭世豪 | 細孖 | 速遞員 章溢滿之同事                            |
| 胡定欣 | 唐棠 | 客戶服務部職員 章溢滿之同事兼知心好友 唐昇之女 |
| 鄭俊弘 | 明   | 速遞中心職員                                   |
| 謝兆   |      | 速遞中心職員                                   |

### 火焰樓
| 演員   | 角色   | 關係                                                |
| 陳鴻烈 | 火爺   | 「火焰樓」老闆 朱莉亞之父                           |
| 蓋鳴暉 | 朱莉亞 | 「火焰樓」老闆娘 火爺之女 高慶之乾女兒 高有朋之徒弟 |
| 招石文 | 東坡發 | 「火焰樓」大廚                                      |
| 林敬剛 | 項添   | 「火焰樓」廚師 原為「項記」東主，後加入「火焰樓」   |
| 張達倫 |        | 「火焰樓」廚師                                      |
| 何偉業 |        | 「火焰樓」廚師                                      |
| 徐榮   |        | 「火焰樓」廚師                                      |

### 其他演員
| 演員       | 角色                                             | 關係 |
| 陳自瑤     | 亞美娜                                           | 印度人 曾為羅亨利之未婚妻 |
| 黃泆潼     | 朱智貞                                           | A & B跨國集團亞太區行政總裁 高有義之中學同學兼前女友 曾居住於深水埗女公廁 曾為深水埗惡女 於第32集登場                                   |
| 黎諾懿     | 馬德安                                           | 「日進人壽」少東 馬日進之子 曾與高有情談戀愛，最後為其夫                                                                                |
| 唐詩詠     | 程家敏                                           | 地鐵職員 （第32、40、43－44、46、48－50集） 程家詩孿生之姊 曾為高有義之暗戀對象 倪基之前女友 於第87集與高有義視像通話 於第186集再度登場 |
| 唐詩詠     | 程家詩                                           | 程家敏孿生之妹（第86－87集） |
| 余子明     | 何蘭水                                           | 「風調雨順四大天王」之一 權之父 高慶、老鬼、財記之好友                                                                                  |
| 李海生     | 老鬼                                             | 「風調雨順四大天王」之一 高慶、何蘭水、財記之好友                                                                                       |
| 張英才     | 財記                                             | 「風調雨順四大天王」之一 高慶、何蘭水、老鬼之好友 原名為「宋青書」（第210集中提起） 與高慶合謀假冒病人，拆穿高麗懂中醫                  |
| 秦煌       | 刀哥                                             | 新一任「廚神」 |
| 秦煌       | 羅亨利之奶爸（第131－132、155集）                | |
| 谷峰       | 莊天武                                           | 前來香港挑戰高有朋之廚神，後成好友 於第75集登場                                                                                         |
| 黃子衡     | 胡仔                                             | 昇月大廈看更 |
| 黃子衡     | 《世界盃過三關》主持（第62集）                   | |
| 黃子衡     | 商場易潔鑊售貨員（第109集）                      | |
| 彭冠中     | 陳仔                                             | 昇月大廈看更 |
| 余慕蓮     | 六婆                                             | 昇月大廈清潔大嬸 |
| 孫慧雪     | 瑤瑤                                             | 高蕙婷之中學同學兼好友 |
| 黃淑怡     | 芬女                                             | 高蕙婷之中學同學兼好友 |
| 曾琬莎     | 儀                                               | 高蕙婷之中學同學兼好友 |
| 夏竹欣     | 莎莎                                             | 前「現代經典婚紗」職員 曾為高有情之同事                                                                                                 |
| 夏竹欣     | 「榮華餅家」店員（第123集）                      | |
| 夏竹欣     | 阿枝                                             | 亞美娜之跟班（第131－132集） |
| 李啓傑     | 權                                               | 何蘭水之子 |
| 李啓傑     | 「錢府彌月」迎賓（第161集）                      | |
| 李啓傑     | 魚蛋小販（第169集）                              | |
| 喬寶寶     | 佐敦                                             | 羅亨利之父 |
| 范爵歌     |                                                  | 「高慶大藥房」病人（第1集） |
| 沈可欣     |                                                  | 章悅滿之學員（第1、9、42集） |
| 沈可欣     | 接待員（第61集）                                 | |
| 沈可欣     | 新聞報導員（第78、140、143集）                   | |
| 沈可欣     | 強嫂                                             | 丁文強之妻（第89集） |
| 沈可欣     | 孤兒院職員（第164集）                            | |
| 黃樂兒     |                                                  | 章悅滿之學員（第1集） |
| 黃樂兒     | 女客乙（第59集）                                 | |
| 黃樂兒     | 闊太（第108集）                                  | |
| 黃樂兒     | 孕婦（第138集）                                  | |
| 黃樂兒     | 環保女士（第166集）                              | |
| 黃樂兒     | Apple                                            | 商場職員（第218集） |
| 雷恩       |                                                  | 章悅滿之學員（第1、9、42集） |
| 雷恩       | 女客丙（第59集）                                 | |
| 雷恩       | 高有情之客人（第143集）                          | |
| 雷恩       | 「錢府彌月」賓客（第161集）                      | |
| 王俊棠     | 大舊漢                                           | 高有義之小學舊同學 遭高有情誤為高利貸（第2集）                                                                                          |
| 王俊棠     | 刀疤漢（第64集）                                 | |
| 王俊棠     | 香又濃公司老闆 章溢滿所收件之公司老闆（第152集） | |
| 吳幸美     |                                                  | 電視台女主持人 拍攝高有朋烹飪（第3集）                                                                                                  |
| 鄧永健     |                                                  | 「高慶大藥房」病人（第4集） |
| 鄧永健     | Aaron                                            | 高有義之同事 |
| 趙樂賢     |                                                  | 泰拳教練（第6集） |
| 趙樂賢     | 便衣男警（第31、59集）                           | |
| 趙樂賢     | 職員（第81－82集）                               | |
| 趙樂賢     | 電器店店員（第109集）                            | |
| 趙樂賢     | 威少之跟班（第121集）                            | |
| 趙樂賢     | 「錢府彌月」賓客（第161集）                      | |
| 楊證樺     | 蘇人中                                           | 堪輿相命師 高有義之舊同學（第8集） |
| 曾玉娟     | 陳師奶                                           | 「高慶大藥房」病人 遭黎宇生斷錯症（第10集）                                                                                             |
| 邱惠玲     |                                                  | 「高慶大藥房」病人（第10集） |
| 邱惠玲     | 街市師奶（第12集）                               | |
| 何俊軒     |                                                  | 酒樓部長（第11集） |
| 何俊軒     | 餐廳經理（第56集）                               | |
| 何俊軒     | 餐廳伙計（第67集）                               | |
| 梁珈詠     |                                                  | 「飛龍茶餐廳」女客人 誤疑章溢滿偷窺（第11集）                                                                                           |
| 梁珈詠     | 少女（第56、84－85集）                           | |
| 梁珈詠     | 美女（第107集）                                  | |
| 梁珈詠     | 記者（第121集）                                  | |
| 梁珈詠     | 鬍鬚珍                                           | 「地獄七仙女」之一 高有情之中學同學（第154集）                                                                                          |
| 麥少華     |                                                  | 「飛龍茶餐廳」男客人 打傷章溢滿（第11集）                                                                                               |
| 郭德信     | 陳經理                                           | 章溢滿所收件之公司經理（第11集） |
| 郭德信     | 馬日進                                           | 「日進人壽」老闆 馬德安之父 |
| 伍濼文     | 趙小姐                                           | 章溢滿所送件之公司職員（第11集） |
| 伍濼文     | 地鐵服務大使（第48集）                           | |
| 伍濼文     | 觀眾甲（第67集）                                 | |
| 伍濼文     | 護士（第90、136集）                              | |
| 伍濼文     | 凸眼莎莎                                         | 「地獄七仙女」之一 高有情之中學同學（第154集）                                                                                          |
| 陳錫江     | 陳老闆                                           | 水果舖老闆（第11集） |
| 潘冠霖     |                                                  | 孕婦 獲章溢滿所截之的士順利誕下兒子後寫感謝信表揚章溢滿（第11集）                                                                       |
| 潘冠霖     | 瀨尿蝦                                           | 高蕙婷之中學同學兼好友 |
| 黎銘諾     |                                                  | 餐廳經理（第12集） |
| 柯嵐       |                                                  | 餐廳侍應（第12集） |
| 柯嵐       | 茶客（第78集）                                   | |
| 柯嵐       | 記者（第121集）                                  | |
| 陳勉良     |                                                  | 街市水果舖老闆（第12集） |
| 陳勉良     | 「高慶大藥房」病人（第121集）                    | |
| 陳榮峻     |                                                  | 的士司機（第12集） |
| 陳榮峻     | Ken                                              | 按摩器材專用店銷售員 蘇花之上司 |
| 戴耀明     |                                                  | 電視台導演（第12、79集） |
| 戴耀明     | 情侶（第44集）                                   | |
| 戴耀明     | 牛雜小販（第169集）                              | |
| 裘卓能     | 強                                               | 電視台副導演 拍攝高有朋烹飪（第12集）                                                                                                   |
| 裘卓能     | 高有義之羽毛球友（第17集）                       | |
| 裘卓能     | 保鏢（第72集）                                   | |
| 裘卓能     | 騙徒（第97集）                                   | |
| 裘卓能     | 章悅滿之學員（第137集）                          | |
| 許思敏     |                                                  | 師奶（第12、111、122集） |
| 許思敏     | 惡婦（第102集）                                  | |
| 許思敏     | 「高慶大藥房」所在商場之其他租戶（第121集）      | |
| 謝慧儀     |                                                  | 街市師奶（第12集） |
| 陳鳳冰     |                                                  | 街市菜販（第12集） |
| 陳鳳冰     | 婆婆 蘇根畫展之參觀者（第126集）                 | |
| 劉桂芳     |                                                  | 搭乘巴士之師奶（第13集） |
| 劉桂芳     | 梁太                                             | （第52集） |
| 劉桂芳     | 女經理（第61集）                                 | |
| 劉桂芳     | 夏蕙                                             | 羅亨利之中山鄰居（第116－117集） |
| 劉桂芳     | 「高慶大藥房」病人（第144集）                    | |
| 廖麗麗     |                                                  | 搭乘巴士之師奶（第13集） |
| 廖麗麗     | 客人乙（第66集）                                 | |
| 廖麗麗     | 師奶（第139集）                                  | |
| 廖麗麗     | 菜販（第163集）                                  | |
| 林翊暘     |                                                  | 搭乘巴士之男朋友 爆電視劇《天國的雞批》劇情（第13集）                                                                                   |
| 周寶霖     |                                                  | 搭乘巴士之女朋友 爆電視劇《天國的雞批》劇情（第13集）                                                                                   |
| 周寶霖     | Gigi                                             | Eva、Judy、Jessica、Sally之好友（第28集）                                                                                               |
| 周寶霖     | 女星（第44集）                                   | |
| 周寶霖     | 「永明金融」保險公司接待員                       | |
| 周寶霖     | 美女（第107集）                                  | |
| 周寶霖     | 醫生（第144集）                                  | |
| 張達倫     | 蔡健輝                                           | Icy之男友，後與其奉子成婚（第16集） |
| 張達倫     | 大廚（第56集）                                   | |
| 張達倫     | 周生                                             | 周太之夫 昇月大廈住客（第94集） |
| 張達倫     | 大隻佬 「廣結良朋營」旅行團團友（第120集）       | |
| 張貝蒨     | Icy                                              | 蔡健輝之女友，後與其奉子成婚 高有義之保險客戶兼朋友（第16集）                                                                           |
| 張貝蒨     | 女客甲（第59集）                                 | |
| 張貝蒨     | May                                              | Pete之妻 儀之母（第99集） |
| 曾健明     | 鑑叔                                             | 「多多雜誌」檔主（第17集） |
| 曾健明     | 戲院阿伯（第67集）                               | |
| 曾健明     | 元具店老闆（第141集）                            | |
| 林佳蓉     | 劉小姐                                           | OL（第17集） |
| 林佳蓉     | 地鐵職員（第32、43、50、81、86集）               | |
| 黎秀英     | Mary                                             | 餐廳收銀（第17集） |
| 黎秀英     | 阿婆（第64集）                                   | |
| 黎秀英     | 根嬸                                             | （第97集） |
| 黎秀英     | 阿婆                                             | 受亞美娜指示假扮孕婦（第131集） |
| 楊敏希     |                                                  | 高有義之羽毛球友（第17集） |
| 楊敏希     | 快餐店職員（第33集）                             | |
| 曾梓明     |                                                  | 高有義之羽毛球友（第17集） |
| 諾思       |                                                  | 高有義之羽毛球友（第17集） |
| Isabel     | 細陳太之女 高蕙婷之中學同學（第25集）            | |
|            | 地鐵職員（第32、38、43、46、50、82集）           | |
|            | 高有情之客人（第143集）                          | |
| 鍾志光     |                                                  | 「九死一生野外擂台搏擊鬥一番」比賽主持（第19集）                                                                                        |
| 鍾志光     | 陳主任                                           | 高蕙婷之老師（第59集） |
| 鍾志光     | 神父（第144集）                                  | |
| 胡麒豐     |                                                  | 醫生（第21集） |
| 胡麒豐     | Leon                                             | 高有義之同事 |
| 張雪芹     |                                                  | 護膚品售貨員（第24集） |
| 張雪芹     | 假扮孕婦企跳女子（第147集）                      | |
| 王維德     |                                                  | 商場炒菜鑊售貨員（第24集） |
| 王維德     | 羅米高                                           | 「馬高娛樂」藝員科總經理（第97集） |
| 王維德     | 地產經紀（第115集）                              | |
| 王維德     | 寶群金閣經理（第155－156集）                     | |
| 趙敏通     |                                                  | 傢俱店售貨員（第24集） |
| 趙敏通     | 馬生                                             | 高有義之客人（第108集） |
| 趙敏通     | Richard之助手（第155集）                         | |
| 張國威     |                                                  | 傢俱店售貨員（第24集） |
| 張國威     | 劫匪（第58集）                                   | |
| 張國威     | 惡客（第81集）                                   | |
| 嘉駿       |                                                  | 銀行職員（第24集） |
| 嘉駿       | 酒樓部長（第33集）                               | |
| 嘉駿       | Jacky                                            | 高有義之同事 |
| 陳安瑩     | 陳太                                             | 家長會主席 曾在「Yoga Family 瑜伽家」學習瑜伽（第25集）                                                                                 |
| 陳安瑩     | 主婦（第62集）                                   | |
| 黃鳳       | 陳太                                             | 家長會副主席 曾在「Yoga Family 瑜伽家」學習瑜伽（第25集）                                                                               |
| 黃鳳       | 師奶（第62、105、139集）                         | |
| 黃鳳       | 茶客（第78集）                                   | |
| 黃鳳       | 「高慶大藥房」病人（第156集）                    | |
| 潘曉彤     | Annabel                                          | 大陳太之女 高蕙婷之中學同學（第25集）                                                                                                   |
| 祝文君     | 李太                                             | 大細陳太之好友（第25集） |
| 祝文君     | Margaret                                         | 高有義、高有情之上司 |
| 曾慧雲     | 朱太                                             | 大細陳太之好友（第25集） |
| 曾慧雲     | 何師奶                                           | 主婦（第62、104－105、122集） |
| 曾慧雲     | 高有朋之學生（第138集）                          | |
| 李鴻       |                                                  | 高蕙婷之中學校長（第25集） |
| 李鴻       | 雷恭                                             | 高有義之客人 高有朋之學生（第112集） |
| 蘇恩磁     | 徐師奶                                           | 高家之樓上鄰居，一夜之間搬家（第27集）                                                                                                  |
| 蘇恩磁     | 方芳                                             | 果汁店老闆娘 何妙喜之好友（第66集） |
| 蘇恩磁     | 包租婆（第130集）                                | |
| 曾詠琳     | Eva                                              | 高家所居住之大廈新住客 Judy、Jessica、Sally、Gigi之好友（第28集）                                                                       |
| 劉卓姿     | Jessica                                          | Judy、Eva、Sally、Gigi之好友（第28集）                                                                                                  |
| 劉卓姿     | 地鐵服務大使（第48集）                           | |
| 劉卓姿     | 知客（第78集）                                   | |
| 劉卓姿     | 情侶（第103集）                                  | |
| 劉卓姿     | 馬夫人之助手（第150－151集）                     | |
| 謝兆       | Judy                                             | Jessica、Eva、Sally、Gigi之好友（第28集）                                                                                               |
| 謝兆       | 女顧客（第43集）                                 | |
| 謝兆       | 記者（第96、121集）                              | |
| 謝兆       | 高有情之客人（第143集）                          | |
| 謝兆       | 「OSIM」店員（第168集）                          | |
| 蔡考藍     | Sally                                            | Jessica、Eva、Judy、Gigi之好友（第28集）                                                                                                |
| 蔡考藍     | 女食客（第52集）                                 | |
| 蔡考藍     | 少女（第65、113集）                              | |
| 蔡考藍     | 美容師甲（第88集）                               | |
| 蔡考藍     | 狗主（第148集）                                  | |
| 黃卓慧     |                                                  | 「高慶大藥房」病人（第30集） |
| 黃卓慧     | 觀眾乙（第67集）                                 | |
| 黃卓慧     | 嬰兒用品店店員（第108集）                        | |
| 黃卓慧     | 秘書（第146集）                                  | |
| 湯展維     |                                                  | 便衣男警（第31集） |
| 簡慕華     |                                                  | 便衣女警（第31集） |
| 簡慕華     | 《都市悠情》主持（第39集）                       | |
| 簡慕華     | 梁純                                             | 曾為羅亨利之女友 龍之好友（第95集） |
| 何偉業     |                                                  | 地鐵站長（第32、43集） |
| 鄺佐輝     |                                                  | 《全港十大傑出廚藝獎頒獎禮》主持（第33集）                                                                                              |
| 許明志     |                                                  | 快餐店職員（第33集） |
| 許明志     | 少年（第65集）                                   | |
| 許明志     | 賊（第140集）                                    | |
| 陳盈俐     |                                                  | 小妹妹（第33集） |
| 廖素屏     |                                                  | 肥媽（第33集） |
| 賴榮顯     |                                                  | 肥爸（第33集） |
| 李錦明     |                                                  | 惡客（第33集） |
| 麥嘉倫     | 威                                               | 「現代經典婚紗」老闆 曾為高有情之上司（第34集）                                                                                         |
| 蔡康年     | 葉                                               | 「現代經典婚紗」攝影師 曾為高有情之同事（第34集）                                                                                       |
| 蔡康年     | Pete                                             | May之夫 儀之父（第99集） |
| 黃澤鋒     |                                                  | 星探（第34、59集） |
| 黃澤鋒     | 方律師                                           | 高有義之好友（第100集） |
| 邵卓堯     | 賣魚勝                                           | 街市魚檔老闆 兼職保險經紀（第35集） 於第15集被提及與賣花玲結婚                                                                          |
| 邵卓堯     | 惡男乙（第67集）                                 | |
| 邵卓堯     | 裝修師傅（第104集）                              | |
| 邵卓堯     | 太太及母親同時企跳男子（第147集）                | |
| 古明華     |                                                  | 雲吞麵舖老闆（第35集） |
| 古明華     | 「岳記」老闆（第74集）                           | |
| 黃海宴     |                                                  | 雲吞麵舖老闆娘（第35集） |
| 彭美嫦     |                                                  | 撿紙皮婆婆（第35集） |
| 羅鴻       |                                                  | 電工（第37集） |
| 羅鴻       | 地產經紀（第100集）                              | |
| 羅鴻       | B博士（第132集）                                 | |
| 羅鴻       | 錢家司機（第161集）                              | |
| 李雨陽     | 倪基                                             | 程家敏之前男友（第43、46、48集） |
| 許文翹     |                                                  | 日本遊客（第43集） |
| 陳建文     |                                                  | 乘客（第43集） |
| 陳建文     | 煤氣公司職員（第70集）                           | |
| 陳建文     | 遊客（第83集）                                   | |
| 陳建文     | 餐廳侍應（第101集）                              | |
| 陳建文     | 李仔                                             | 昇月大廈看更 |
| 林影虹     |                                                  | 售貨員（第43集） |
| 林影虹     | 求職者（第61集）                                 | |
| 林影虹     | 孕婦（第98集）                                   | |
| 林影虹     | 少女（第139集）                                  | |
| 陳宙希     |                                                  | 男顧客（第43集） |
| 陳宙希     | 莊天武之徒弟（第76集）                           | |
| 陳宙希     | 鋼琴手（第99集）                                 | |
| 陳宙希     | 情侶（第103集）                                  | |
| 周家怡     |                                                  | 情侶（第44集） |
| 周家怡     | Suki                                             | 程家詩之好友（第86集） |
| 朱麗賢     |                                                  | 售貨員（第44集） |
| 朱麗賢     | 「永明金融」保險公司接待員 高有義之同事          | |
| 朱麗賢     | 飛女（第128集）                                  | |
| 蒲茗藍     | 方公子                                           | 從事銀行業 曾美娜之前男友（第44集） |
| 蒲茗藍     | 曾美娜之前男友（第49集）                         | |
| 蒲茗藍     | 蔡健輝                                           | 「健輝國際」老闆（第71集） |
| 林淑敏     | Miss 巫                                          | 高蕙婷之班主任（第45集） |
| 林淑敏     | 美容師乙 推脂療程美容師 被羅亨利打（第88集）     | |
| 林淑敏     | 餐廳女職員（第103集）                            | |
| 林淑敏     | 「廣結良朋營」旅行團女導遊（第120集）            | |
| 林淑敏     | May                                              | 按摩器材專用店銷售員 蘇花之同事 |
| 魯振順     | 徐Sir                                            | 「現實書院」中史補習名師（第45集） |
| 陳嘉露     |                                                  | 少女（第45、89集） |
| 陳嘉露     | 飛女（第128集）                                  | |
| 陳嘉露     | 短人芳                                           | 「地獄七仙女」之一 高有情之中學同學（第154集）                                                                                          |
| 殷櫻       |                                                  | 「現實書院」接待員（第45集） |
| 殷櫻       | 接待員（第81－82集）                             | |
| 殷櫻       | Joanne                                           | 馬夫人之助手（第150－151集） |
| 江梓瑋     |                                                  | 地鐵服務大使（第48集） |
| 江梓瑋     | 酒樓經理（第51集）                               | |
| 江梓瑋     | 郵差（第96集）                                   | |
| 江梓瑋     | 威少之跟班（第121集）                            | |
| 江梓瑋     | 黑超特工（第128集）                              | |
| 江梓瑋     | 商場保安（第148集）                              | |
| 麥子樂     |                                                  | 曾美娜之前男友（第49集） |
| 翟兆麟     |                                                  | 曾美娜之前男友（第49集） |
| 翟兆麟     | 男食客（第52集）                                 | |
| 翟兆麟     | 「錢府彌月」迎賓（第161集）                      | |
| 蕭徽勇     |                                                  | 「龍鳳婚紗店」攝影師（第51集） |
| 蕭徽勇     | 龍                                               | 梁純之好友（第95集） |
| 蕭徽勇     | 商業罪案調查科便衣警察（第151集）                | |
| 張潔蓮     |                                                  | 少女 曾為羅亨利之女友（第52集） |
| 張潔蓮     | 「永明金融」保險公司接待員 高有義之同事          | |
| 張潔蓮     | 「高慶大藥房」病人（第104－105集）               | |
| 黃梓瑋     |                                                  | 「梁材遠社區中心」主任（第54集） |
| 黃梓瑋     | 向高慶問路女士（第142集）                        | |
| 黃梓瑋     | 精品店店員（第161集）                            | |
| 寧進       |                                                  | 賊人（第54集） |
| 寧進       | 少男（第84－85集）                               | |
| 寧進       | 斜田                                             | 乞丐 深水埗公廁三虎（第106集） |
| 寧進       | 章溢滿之客人（第143集）                          | |
| 寧進       | 「大眾書局」店員（第161集）                      | |
| 張笑千     |                                                  | 導演（第54集） |
| 張笑千     | 保鏢（第72集）                                   | |
| 張笑千     | 傅俊俊之手下（第129集）                          | |
| 張笑千     | 劉芹之手下（第145集）                            | |
| 詹秀君     |                                                  | 少女（第55集） |
| 詹秀君     | 女子乙（第110集）                                | |
| 伍慧珊     |                                                  | 「現代經典婚紗」老闆娘 曾為高有情之上司（第58、143集）                                                                                  |
| 杜港       |                                                  | 便衣男警（第59集） |
| 杜港       | 惡客（第81集）                                   | |
| 杜港       | 西裝友 「高慶大藥房」病人（第122集）             | |
| 杜港       | 章悅滿之學員（第137集）                          | |
| 張漢斌     |                                                  | 酒吧司儀（第59集） |
| 張漢斌     | 章溢滿所送件之公司老闆（第96集）                 | |
| 張漢斌     | 小霸王之父（第166集）                            | |
| 葉凱茵     | Mandy                                            | 高有義之同事 |
| 葉凱茵     | 關玲玲                                           | 知名言情小說作家，曾為電台編劇 錢弓梓之妻 章溢滿之初戀情人（第28、106、161集）                                                          |
| 楊卓娜     | 關玲玲                                           | 知名言情小說作家，曾為電台編劇 錢弓梓之妻 章溢滿之初戀情人（第28、106、161集）                                                          |
| 陳文靜     | Lily                                             | 高有義之同事 |
| 陳文靜     | May                                              | 按摩器材專用店銷售員 蘇花之同事 |
| 劉天龍     |                                                  | 保安員（第61集） |
| 劉天龍     | 電視台副導演（第79集）                           | |
| 劉天龍     | 「廣結良朋營」旅行團工作人員（第120集）          | |
| 劉天龍     | 買啄啄糖男子（第147集）                          | |
| 劉天龍     | 記者（第161集）                                  | |
| 陸駿光     | 江生                                             | 「世界盃過三關」參賽者（第62集） |
| 陸駿光     | 章悅滿之學員（第137集）                          | |
| 葉暐       |                                                  | 寵物店老闆（第63集） |
| 葉暐       | 名氣廊侍應（第146集）                            | |
| 鄭家生     | 九叔                                             | 「伍昇級賓館」老闆（第64、158集） |
| 鄭家生     | 歐生                                             | 「高慶大藥房」病人 患有腳癬（第122集）                                                                                                  |
| 楊鴻進     |                                                  | 少年（第65集） |
| 賀文傑     |                                                  | 少年（第65集） |
|            | 地產經紀（第100集）                              | |
|            | 滅蟲工人（第124集）                              | |
| 謝珊珊     |                                                  | 少女（第65集） |
| 謝珊珊     | 名牌手袋店店員（第108集）                        | |
| 謝珊珊     | 按摩器材專用店店員（第134集）                    | |
| 游飈       |                                                  | 知客（第65集） |
| 蘇麗明     |                                                  | 客人乙（第66集） |
| 蘇麗明     | 劉小姐                                           | 章溢滿所送件之公司職員（第96集） |
| 蘇麗明     | 林月秋                                           | 林桐之母 章溢滿所送件之客人（第133集）                                                                                                  |
| 蘇麗明     | 高醫生                                           | 婦科醫生（第150－151集） |
| 黃文標     | 刀疤偉                                           | （第66集） |
| 黃文標     | 士多老闆乙（第119集）                            | |
| 郭卓樺     |                                                  | 惡男甲（第67集） |
| 郭卓樺     | 武哥                                             | （第87集） |
| 莊廸生     |                                                  | 拍片少年（第67集） |
| 莊廸生     | 名氣廊侍應（第146集）                            | |
| 甘子正     |                                                  | 酒樓經理（第67、106、108、141－142、169集）                                                                                             |
| 陳念君     |                                                  | 馬德安之前女友（第71集） |
| 陳念君     | 女子甲（第110集）                                | |
| 陳念君     | 紅                                               | 高家同鄉（第114－115、118集） |
| 陳念君     | 矇眼莎莎                                         | 「地獄七仙女」之一 高有情之中學同學（第154集）                                                                                          |
| 陳念君     | 鞋店店員（第170集）                              | |
| 何奕聰     |                                                  | 莊天武之徒弟（第76集） |
| 何奕聰     | 商場警衛（第109集）                              | |
| 何奕聰     | 石克龍四大弟子之一（第148－149集）               | |
| 湯俊明     |                                                  | 廚藝比賽司儀（第77集） |
| 湯俊明     | 程醫生                                           | 高有義之好友（第100集） |
| 湯俊明     | 眼科醫生（第136集）                              | |
| 湯俊明     | Richard                                          | （第155集） |
| 江暉       | 誠俊哥                                           | （第79集） |
| 江暉       | 林生                                             | 高有義之客人（第130集） |
| 江暉       | 結他手（第157集）                                | |
| 梁健平     |                                                  | 誠俊哥之經理人（第79集） |
| 梁健平     | 羅監製                                           | 《15/16》監製（第133集） |
| 張智軒     | 側膊                                             | （第79集） |
| 張智軒     | 堅                                               | 「馬高娛樂」排舞師（第97集） |
| 張智軒     | 「初一十五問答比賽」主持（第147集）              | |
| 林遠迎     |                                                  | 惡客（第81集） |
| 林遠迎     | 張生                                             | 張太之夫 高有義之客人（第109集） |
| 林遠迎     | 小混混（第119集）                                | |
| 林遠迎     | 傅俊俊                                           | 香港桌球冠軍（第129集） |
| 卓躒       |                                                  | 惡客（第81集） |
| 卓躒       | 黑超特工（第128集）                              | |
| 卓躒       | 名氣廊經理（第146集）                            | |
| 王基信     | 家明（少年）                                     | 高麗之初戀情人（第83集） |
| 王基信     | 擦鞋客人（第155集）                              | |
| 蔡淇俊     | Madison                                          | 八姨婆之孫（第84－85集） |
| 馬小靈     |                                                  | 美容中心經理甲（第88集） |
| 馬小靈     | 收銀員（第139集）                                | |
| 馮慧敏     |                                                  | 美容中心經理乙（第88集） |
| 鄭健樂     |                                                  | 美容中心型男（第88集） |
| 李岡龍     |                                                  | 成衣店老闆（第88集） |
| 孫季卿     |                                                  | 老牙醫（第90集） |
| 孫季卿     | 福伯                                             | （第131集） |
| 傅劍虹     |                                                  | 高佬（第90集） |
| 傅劍虹     | 章悅滿之學員（第137集）                          | |
| 傅劍虹     | Richard之助手（第155集）                         | |
| 羅君左     | 四眼龜                                           | 四眼龜苓膏店老闆（第91集） |
| 關浩揚     |                                                  | 四眼龜苓膏店食客（第91集） |
| 何婷恩     | 周太                                             | 周生之妻 昇月大廈住客（第94集） |
| 趙永洪     | 全仔                                             | 外賣仔（第94、113、156集） |
| 關菁       | 蝴蝶哥                                           | （第96集） |
| 宋紫盈     |                                                  | 少女（第97集） |
| 宋紫盈     | 於火警中救出萬洛（第139集）                      | |
| 鍾建文     | 唐律師                                           | 高有義之好友（第100集） |
| 鍾建文     | 露營者 「廣結良朋營」旅行團團友（第120集）       | |
| 楊瑞麟     |                                                  | 遊戲節目主持（第101集） |
| 冼灝英     | 石小春                                           | （第102集） |
| 李天翔     |                                                  | 電器店老闆（第103集） |
| 林映輝     |                                                  | 「東追西擊」記者（第103集） |
| 魏惠文     | 米哥                                             | 乞丐 深水埗公廁三虎（第106集） |
| 劉家聰     | 共爺                                             | 乞丐 深水埗公廁三虎（第106集） |
| 梁雪湄     | 張太                                             | 張生之妻 高有義之客人（第108－109集）                                                                                                   |
| 李麗麗     |                                                  | 師奶 何妙喜之麻雀友（第110集） |
| 招石文     |                                                  | 雜貨店老闆（第110集） |
| 招石文     | 水果店老闆（第142集）                            | |
| 安德尊     | 家明                                             | 高麗之初戀情人 欺騙高家之老千（第116－118集）                                                                                           |
| 曾守明     |                                                  | 士多老闆甲（第119集） |
| 曾守明     | 電腦店老闆（第152－153、161集）                  | |
| 伍文生     |                                                  | 書呆子 「廣結良朋營」旅行團團友（第120集）                                                                                              |
| 楊洛婷     | 阿雪                                             | 「廣結良朋營」旅行團團友（第120集） |
| 鍾凱琪     |                                                  | 「廣結良朋營」旅行團團友（第120集） |
| 肥婆芬     | 「地獄七仙女」之一 高有情之中學同學（第154集）   | |
| 李子奇     | 威少                                             | 「高慶大藥房」所在商場業主昌叔之子（第121集）                                                                                           |
| 朱維德     | 多郎                                             | 「中醫同樂會」會長（第122集） |
| 林敏儀     | Ann                                              | 按摩器材專用店銷售員 蘇花之同事 |
| 汪琳       | Betty                                            | 按摩器材專用店銷售員 蘇花之同事 |
| 馬蹄露     |                                                  | 項添之妻（第202集） |
| 岑寶兒     | 阿助                                             | 亞美娜之跟班（第131－132集） |
| 陳堃       |                                                  | 醫生（第133、150集） |
| 劉深宜     |                                                  | 海鮮店店員（第134集） |
| 劉深宜     | 醫生（第146、163集）                             | |
| 徐榮       | 鍾Sir                                            | 便衣男警（第135集） |
| 黃德斌     | 萬洛                                             | 曾於酒家火警中救出高有朋 喜歡章悅滿（第137－139集）                                                                                     |
| 陳丹丹     |                                                  | 少女（第139集） |
| 余天欣     | Alison                                           | 時裝店售貨員（第143集） |
| 黃志榮     |                                                  | 高有義之駕駛考試考官（第144集） |
| 張松枝     | 劉芹                                             | 追求蘇花（第145集） |
| 凌禮文     |                                                  | 賣啄啄糖阿伯（第147集） |
| 李家鼎     | 石克龍                                           | 「飛龍武館」教頭（第148－149集） |
| 韓馬利     | 馬夫人                                           | （第150－151集） |
| 劉一飛     | 張勝                                             | 中國隱世氣功大師（第151集） |
| 周麗欣     | 駝背蘭                                           | 「地獄七仙女」之一 高有情之中學同學（第154集）                                                                                          |
| 王偉樑     |                                                  | 公廁乞丐（第155集） |
| 袁潔儀     | 游志玲                                           | 章悅滿之中學同學（第157集） |
| Joe Junior |                                                  | 酒廊歌手（第157集） |
| 黃煒溏     |                                                  | 賊人 游志玲所搗破之械劫集團成員（第157集）                                                                                              |
| 蔣榮法     |                                                  | 銀行劫匪（第157集） |
| 葉志華     |                                                  | 銀行保安員（第157集） |
| 布偉傑     | 租返阿媽唻                                       | 時裝設計師 高麗之小學同學（第23集） |
| 布偉傑     | 鴨脷洲街渡船家（第160集）                        | |
| 何啟南     | 錢弓梓                                           | 關玲玲之夫（第161集） |
| 何慶輝     |                                                  | 「錢府彌月」司儀（第161集） |
| 陳佩思     |                                                  | 小霸王母親（第166集） |
| 朱婉儀     |                                                  | 戲院帶位員（第169集） |
| 陳嘉儀     | 王艷群                                           | 章悅滿、章溢滿之母 高有朋之岳母 高蕙婷之外祖母 於第176集登場 於第178集返回美國                                                          |

## 花絮
在本劇開始播放之前，無綫電視在2006年4月4日所出版的《TVB周刊》中介紹了一些有趣賣點。當中，鄭丹瑞在劇中教授烹飪的場面，無綫電視則到中華煤氣（本劇贊助商之一）位於禮頓道的廚藝中心實地拍攝；而伍詠薇在劇中飾演一名瑜伽導師，而現實中的伍詠薇已由1999年開始學習瑜伽；至於李思捷為演活擔任速遞員的「章溢滿」，獲無綫電視安排到DHL（本劇另一贊助商）跟真正的速遞員送貨一天，事後他表示佩服速遞員十分有效率而且捱得苦。此外，喬寶寶在現實中並不懂得練習瑜伽，不過，由於在劇中他只是瑜伽中心東主，故此不需要「表演」瑜伽。此外，現實中的喬寶寶亦是土生土長的香港人，而且跟劇中的「羅亨利」一樣熱愛中國文化，還不時寫起「打油詩」來。不過，原來他是不懂中文字，故此他在拍攝前需要先請其他人替他錄劇本，經過消化後再以自己的語氣來演繹，而形成了一種獨有風格。

### 劇中特別用語
為增加此劇的幽默感，及避免觸犯《電視通用業務守則 — 節目標準》有關間接宣傳的條例，劇中某些用語以影射現實世界的物品、地方或電視劇等的名稱的方式，形成一系列特別的用語。亦是一種惡搞。
| 劇中特別用語 | 影射         |
| ------------ | ------------ |
| 屈人寺       | 屈臣氏集團   |
| 佳佳         | 百佳超級市場 |
| 天國的雞批   | 天國的階梯   |
| 火舞涼瓜     | 火舞黃沙     |
| 黃魚變青蛙   | 王子變青蛙   |
| 大長針       | 大長今       |
| 藍色沙律卷   | 藍色生死戀   |
| 租返阿媽唻   | 喬治·阿瑪尼  |
| 肚臍         | 古馳         |
| Brada        | Prada        |
| 法證烏冬     | 法證先鋒     |
| BBQ          | ICQ          |

## 主題列表

### 第001至050集
| 集數 | 首播日期      | 主題名稱           | 单元主角       |
| 001  | 2006年4月10日 | 食得是福           | 高家全體       |
| 002  | 2006年4月11日 | 義食其果           | 高有義         |
| 003  | 2006年4月12日 | 老婆要自強         | 章悅滿         |
| 004  | 2006年4月13日 | 智擒擲物狂         | 高慶           |
| 005  | 2006年4月14日 | 幸福孤兒仔         | 章溢滿         |
| 006  | 2006年4月17日 | 做人老豆甚艱難     | 高有朋，高蕙婷 |
| 007  | 2006年4月18日 | 阿爺要當家         | 高慶           |
| 008  | 2006年4月19日 | 破解大迷信         | 高有義         |
| 009  | 2006年4月20日 | 慌失失假期         | 高有朋，章悅滿 |
| 010  | 2006年4月21日 | 龜能明白我         | 高慶           |
| 011  | 2006年4月24日 | 準時·運到！        | 章溢滿         |
| 012  | 2006年4月25日 | 爸爸的虛榮         | 高有朋         |
| 013  | 2006年4月26日 | 親親兩婆媳         | 章悅滿，何妙喜 |
| 014  | 2006年4月27日 | 網上有情人         | 高有情         |
| 015  | 2006年4月28日 | 神探事頭婆         | 何妙喜         |
| 016  | 2006年5月1日  | 緋聞中的男人       | 高有義         |
| 017  | 2006年5月2日  | 最愛電腦男         | 章溢滿         |
| 018  | 2006年5月3日  | 老婆的理想         | 章悅滿         |
| 019  | 2006年5月4日  | 容易受驚的男人     | 高有朋         |
| 020  | 2006年5月5日  | 家族的秘密         | 高慶           |
| 021  | 2006年5月8日  | 麗自遠方來（上）   | 高慶，高麗     |
| 022  | 2006年5月9日  | 麗自遠方來（下）   | 高慶，高麗     |
| 023  | 2006年5月10日 | 一物治一物         | 高有義，高麗   |
| 024  | 2006年5月11日 | 贈品惹的禍         | 高有朋，章悅滿 |
| 025  | 2006年5月12日 | 尋找媽媽的正義     | 章悅滿         |
| 026  | 2006年5月15日 | 秤的傳人           | 高慶，高麗     |
| 027  | 2006年5月16日 | 夜半龜敲門         | 高家全體       |
| 028  | 2006年5月17日 | 帳幕下的戀人       | 章溢滿         |
| 029  | 2006年5月18日 | 八宗序             | 高慶           |
| 030  | 2006年5月19日 | 挑戰你個胃         | 高家全體       |
| 031  | 2006年5月22日 | 一條舊褲           | 高有義         |
| 032  | 2006年5月23日 | 幾分鐘的約會       | 高有義，朱智貞 |
| 033  | 2006年5月24日 | 愛你在心口難開     | 高慶，何妙喜   |
| 034  | 2006年5月25日 | 我要做             | 高有情         |
| 035  | 2006年5月26日 | 你要保一保         | 高麗，高有義   |
| 036  | 2006年5月29日 | 再見高有狗         | 高蕙婷         |
| 037  | 2006年5月30日 | 我有我天地         | 高麗           |
| 038  | 2006年5月31日 | 糉有你分享         | 章溢滿         |
| 039  | 2006年6月1日  | 忘了，忘不了       | 何妙喜         |
| 040  | 2006年6月2日  | 招積懶音王         | 高有義         |
| 041  | 2006年6月5日  | 溫馨膽固醇         | 高有情         |
| 042  | 2006年6月6日  | 大長針大戰猩猩王   | 高麗，羅亨利   |
| 043  | 2006年6月7日  | 未曾深愛已無情     | 高有義         |
| 044  | 2006年6月8日  | 矇查查的戀愛       | 高有義，曾美娜 |
| 045  | 2006年6月9日  | 高慶補習社         | 高蕙婷         |
| 046  | 2006年6月12日 | 搞乜鬼愛情習作之追 | 高有義，曾美娜 |
| 047  | 2006年6月13日 | 搞乜鬼愛情習作之求 | 高有義，曾美娜 |
| 048  | 2006年6月14日 | 搞乜鬼愛情習作之訂 | 高有義，曾美娜 |
| 049  | 2006年6月15日 | 搞乜鬼愛情習作之結 | 高有義，曾美娜 |
| 050  | 2006年6月16日 | 搞乜鬼愛情習作之離 | 高有義，曾美娜 |

### 第051至100集
| 集數 | 首播日期      | 主題名稱               | 单元主角               |
| 051  | 2006年6月19日 | 婚紗背後               | 高有朋，章悅滿         |
| 052  | 2006年6月20日 | 亨利的女友             | 高麗，羅亨利           |
| 053  | 2006年6月21日 | 最後無事               | 高麗，羅亨利           |
| 054  | 2006年6月22日 | 俠盜你阿爺             | 高慶，高蕙婷           |
| 055  | 2006年6月23日 | 有人愛上我老公         | 高有朋，章悅滿         |
| 056  | 2006年6月26日 | 縮水老婆               | 高有朋，章悅滿         |
| 057  | 2006年6月27日 | 說不出的廢話           | 高家全體               |
| 058  | 2006年6月28日 | 無情情失業             | 高有情                 |
| 059  | 2006年6月29日 | 阿咩的新衣             | 章溢滿                 |
| 060  | 2006年6月30日 | 老人與Show             | 高慶                   |
| 061  | 2006年7月3日  | 情歸何處               | 高有情                 |
| 062  | 2006年7月4日  | 婚姻事件簿之烽         | 高有朋，章悅滿         |
| 063  | 2006年7月5日  | 婚姻事件簿之火         | 高有朋，章悅滿         |
| 064  | 2006年7月6日  | 婚姻事件簿之飛         | 高有朋，章悅滿         |
| 065  | 2006年7月7日  | 婚姻事件簿之花         | 高有朋，章悅滿         |
| 066  | 2006年7月10日 | 士多啤梨蘋果橙         | 何妙喜                 |
| 067  | 2006年7月11日 | 人善人欺天不欺         | 章溢滿                 |
| 068  | 2006年7月12日 | 情，是那麼笨！之一     | 高有情，高有義         |
| 069  | 2006年7月13日 | 情，是那麼笨！之二     | 高有情，高有義         |
| 070  | 2006年7月14日 | 情，是那麼笨！之三     | 高有情，高有義         |
| 071  | 2006年7月17日 | 情，是那麼笨！之四     | 高有情，高有義         |
| 072  | 2006年7月18日 | 情，是那麼笨！之五     | 高有情，高有義         |
| 073  | 2006年7月19日 | 麗の禁果（上）         | 高麗                   |
| 074  | 2006年7月20日 | 麗の禁果（下）         | 高麗                   |
| 075  | 2006年7月21日 | 決戰前夕之一           | 高有朋                 |
| 076  | 2006年7月24日 | 決戰前夕之二           | 高有朋                 |
| 077  | 2006年7月25日 | 決戰前夕之三           | 高有朋                 |
| 078  | 2006年7月26日 | 七月風暴               | 高家全體               |
| 079  | 2006年7月27日 | 偶像幻滅               | 何妙喜                 |
| 080  | 2006年7月28日 | 做個勇敢擔水人         | 高家全體               |
| 081  | 2006年7月31日 | 偷天換溢（上）         | 章溢滿                 |
| 082  | 2006年8月1日  | 偷天換溢（下）         | 章溢滿                 |
| 083  | 2006年8月2日  | 再見女兒紅             | 高麗                   |
| 084  | 2006年8月3日  | 高半熟時（上）         | 高蕙婷                 |
| 085  | 2006年8月4日  | 高半熟時（下）         | 高蕙婷                 |
| 086  | 2006年8月7日  | 又搞乜鬼愛情習作（上） | 高有義                 |
| 087  | 2006年8月8日  | 又搞乜鬼愛情習作（下） | 高有義                 |
| 088  | 2006年8月9日  | 戇男愛美麗             | 章溢滿，羅亨利         |
| 089  | 2006年8月10日 | 強中自有強中手         | 何妙喜                 |
| 090  | 2006年8月11日 | 爸爸走佬日記           | 高有朋                 |
| 091  | 2006年8月14日 | 福有遊龜               | 高家全體               |
| 092  | 2006年8月15日 | 神經俠侶               | 高家全體               |
| 093  | 2006年8月16日 | 保你大                 | 蘇黎細                 |
| 094  | 2006年8月17日 | 昇月敢死隊             | 高家全體               |
| 095  | 2006年8月18日 | 猩猩王誤墮迷暈陣       | 高麗，羅亨利           |
| 096  | 2006年8月21日 | 螞蟻與蝴蝶             | 章溢滿                 |
| 097  | 2006年8月22日 | 老人與片               | 高慶                   |
| 098  | 2006年8月23日 | 情路茫茫               | 高有情                 |
| 099  | 2006年8月24日 | 潮流插班生             | 高有朋，章悅滿，高蕙婷 |
| 100  | 2006年8月25日 | 我要搬一搬             | 高有義，章溢滿         |

### 第101至150集
| 集數 | 首播日期       | 主題名稱                   |
| 101  | 2006年8月28日  | 點解手牽手                 |
| 102  | 2006年8月29日  | 你亞爺做架樑               |
| 103  | 2006年8月30日  | 蜘蛛精再襲擊               |
| 104  | 2006年8月31日  | 蜘蛛巢城                   |
| 105  | 2006年9月1日   | 蜘蛛夢魘                   |
| 106  | 2006年9月4日   | 蜘蛛女之吻                 |
| 107  | 2006年9月5日   | 以哥傳歌                   |
| 108  | 2006年9月6日   | 計劃（上）                 |
| 109  | 2006年9月7日   | 計劃（下）                 |
| 110  | 2006年9月8日   | 逃學威龍                   |
| 111  | 2006年9月11日  | 萬千星輝賀高慶             |
| 112  | 2006年9月12日  | 美男廚房                   |
| 113  | 2006年9月13日  | 我要出家                   |
| 114  | 2006年9月14日  | 我根在那裏（一）           |
| 115  | 2006年9月15日  | 我根在那裏（二）           |
| 116  | 2006年9月18日  | 我根在那裏（三）           |
| 117  | 2006年9月19日  | 我根在那裏（四）           |
| 118  | 2006年9月20日  | 我根在那裏（五）           |
| 119  | 2006年9月21日  | 容易受傷的阿咩             |
| 120  | 2006年9月22日  | 三傻勇闖單身營             |
| 121  | 2006年9月25日  | 商場風雲（上）             |
| 122  | 2006年9月26日  | 商場風雲（下）             |
| 123  | 2006年9月27日  | 交返阿媽嚟                 |
| 124  | 2006年9月28日  | 表叔來了                   |
| 125  | 2006年9月29日  | 超級任務                   |
| 126  | 2006年10月2日  | 飽你滿意                   |
| 127  | 2006年10月3日  | 怪房客                     |
| 128  | 2006年10月4日  | 特務喱                     |
| 129  | 2006年10月5日  | 花夢遊                     |
| 130  | 2006年10月6日  | 阿喜飯局                   |
| 131  | 2006年10月9日  | 逃婚記（上）               |
| 132  | 2006年10月10日 | 逃婚記（下）               |
| 133  | 2006年10月11日 | 生命速遞                   |
| 134  | 2006年10月12日 | 椅夢                       |
| 135  | 2006年10月13日 | 驚魂七十二小時（上）       |
| 136  | 2006年10月16日 | 驚魂七十二小時（下）       |
| 137  | 2006年10月17日 | 呷醋丈夫（一）             |
| 138  | 2006年10月18日 | 呷醋丈夫（二）             |
| 139  | 2006年10月19日 | 呷醋丈夫（三）             |
| 140  | 2006年10月20日 | 咦？椅！椅！               |
| 141  | 2006年10月23日 | 根計劃                     |
| 142  | 2006年10月24日 | 高家狗仔隊                 |
| 143  | 2006年10月25日 | 無情情創業                 |
| 144  | 2006年10月26日 | 頭文字                     |
| 145  | 2006年10月27日 | 桃花‧逃花                  |
| 146  | 2006年10月30日 | 越生日越落寞               |
| 147  | 2006年10月31日 | 神奇啄啄糖                 |
| 148  | 2006年11月1日  | 玉面飛龍大戰藍花鬼母（上） |
| 149  | 2006年11月2日  | 玉面飛龍大戰藍花鬼母（下） |
| 150  | 2006年11月3日  | 高家有喜（上）             |

### 第151至200集
| 集數 | 首播日期       | 主題名稱             |
| 151  | 2006年11月6日  | 高家有喜（下）       |
| 152  | 2006年11月7日  | 速遞黐孖咇（上）     |
| 153  | 2006年11月8日  | 速遞黐孖咇（下）     |
| 154  | 2006年11月9日  | 當年暑假攪乜鬼       |
| 155  | 2006年11月10日 | 亨利當自強           |
| 156  | 2006年11月13日 | 對不「喜」，我愛你！ |
| 157  | 2006年11月14日 | 新紮師奶（一）       |
| 158  | 2006年11月15日 | 新紮師奶（二）       |
| 159  | 2006年11月16日 | 新紮師奶（三）       |
| 160  | 2006年11月17日 | 女巫教室             |
| 161  | 2006年11月20日 | 咩咩的心願           |
| 162  | 2006年11月21日 | 特首來了             |
| 163  | 2006年11月22日 | 師父有禮（一）       |
| 164  | 2006年11月23日 | 師父有禮（二）       |
| 165  | 2006年11月24日 | 師父有禮（三）       |
| 166  | 2006年11月27日 | 十年樹木             |
| 167  | 2006年11月28日 | 連根拔起             |
| 168  | 2006年11月29日 | 藥房下的戀人         |
| 169  | 2006年11月30日 | 我愛高麗             |
| 170  | 2006年12月1日  | 最佳男朋友           |
| 171  | 2006年12月4日  | 高妹正傳             |
| 172  | 2006年12月5日  | 此花何來‧問阿媽      |
| 173  | 2006年12月6日  | 暗戀你暗戀你         |
| 174  | 2006年12月7日  | 師奶出更             |
| 175  | 2006年12月8日  | 最錫是誰             |
| 176  | 2006年12月11日 | 給我一個媽           |
| 177  | 2006年12月12日 | 你還愛我媽           |
| 178  | 2006年12月13日 | 阿咩也移民           |
| 179  | 2006年12月14日 | 情若無花不結果       |
| 180  | 2006年12月15日 | 只因喜歡你           |
| 181  | 2006年12月18日 | 有備無患             |
| 182  | 2006年12月19日 | 科技人生             |
| 183  | 2006年12月20日 | 飲食無國界           |
| 184  | 2006年12月21日 | 城市陷阱             |
| 185  | 2006年12月22日 | 聖誕老豆             |
| 186  | 2006年12月25日 | 聖誕良緣             |
| 187  | 2006年12月26日 | 緣來有結果           |
| 188  | 2006年12月27日 | 資訊大爆炸           |
| 189  | 2006年12月28日 | 朱莉亞的壓力         |
| 190  | 2006年12月29日 | 明明白白你的心       |
| 191  | 2007年1月1日   | 手襪雙雄             |
| 192  | 2007年1月2日   | 享受這分鐘           |
| 193  | 2007年1月3日   | 買車記               |
| 194  | 2007年1月4日   | 亨利愛美麗           |
| 195  | 2007年1月5日   | 老婆成熟時           |
| 196  | 2007年1月8日   | 得閒飲茶             |
| 197  | 2007年1月9日   | 裝修記               |
| 198  | 2007年1月10日  | 我和炒飯有個約會     |
| 199  | 2007年1月11日  | 戀情告急（上）       |
| 200  | 2007年1月12日  | 戀情告急（下）       |

### 第201至239集
| 集數 | 首播日期      | 主題名稱           |
| 201  | 2007年1月15日 | 亨利變變變         |
| 202  | 2007年1月16日 | 朱莉亞的秘密       |
| 203  | 2007年1月17日 | 我的呷醋妹妹       |
| 204  | 2007年1月18日 | 媽媽唔該           |
| 205  | 2007年1月19日 | 爸爸的另一半       |
| 206  | 2007年1月22日 | 我和阿花有個戶口   |
| 207  | 2007年1月23日 | 單身快樂人         |
| 208  | 2007年1月24日 | 茶煲爸爸           |
| 209  | 2007年1月25日 | 失蹤朱莉亞         |
| 210  | 2007年1月26日 | 事頭我唔服         |
| 211  | 2007年1月29日 | 水著中年           |
| 212  | 2007年1月30日 | 我的超級女友       |
| 213  | 2007年1月31日 | 翻版風暴           |
| 214  | 2007年2月1日  | 阿惹的禍           |
| 215  | 2007年2月2日  | 好心著雷劈         |
| 216  | 2007年2月5日  | 謠言止於智者       |
| 217  | 2007年2月6日  | 爸爸也瘋狂         |
| 218  | 2007年2月7日  | 靚仔有罪           |
| 219  | 2007年2月8日  | 後母插班生         |
| 220  | 2007年2月9日  | 媽媽買樓記         |
| 221  | 2007年2月12日 | 沒有錢使的日子     |
| 222  | 2007年2月13日 | 左右做人難         |
| 223  | 2007年2月14日 | 情人天使           |
| 224  | 2007年2月15日 | 糕朋滿座           |
| 225  | 2007年2月16日 | 滿堂高興慶團年     |
| 226  | 2007年2月20日 | 家肥屋潤財豬到     |
| 227  | 2007年2月21日 | 三妗婆智破高家賭場 |
| 228  | 2007年2月22日 | 袋袋平安           |
| 229  | 2007年2月23日 | 原來嫁有天意       |
| 230  | 2007年2月26日 | 相愛容易相處難     |
| 231  | 2007年2月27日 | 好心分手           |
| 232  | 2007年2月28日 | 高家再起風雲       |
| 233  | 2007年3月2日  | 世界大亂           |
| 234  | 2007年3月5日  | 伴我同行           |
| 235  | 2007年3月6日  | 阿當家             |
| 236  | 2007年3月7日  | 義不容情           |
| 237  | 2007年3月8日  | 喱喱離家出走了     |
| 238  | 2007年3月9日  | 千里姻緣捉衣因     |
| 239  | 2007年3月10日 | 世紀婚禮（大結局） |

## 收視
以下為該劇於香港無綫電視翡翠台之收視紀錄：
| 週次 | 日期                     | 平均收視 | 最高收視 |
| ---- | ------------------------ | -------- | -------- |
| 1    | 2006年4月10日－4月14日   | 28點     | 32點     |
| 2    | 2006年4月17日－4月21日   | 28點     | 31點     |
| 3    | 2006年4月24日－4月28日   | 29點     |          |
| 4    | 2006年5月1日－5月5日     | 28點     | 31點     |
| 5    | 2006年5月8日－5月12日    | 28點     |          |
| 6    | 2006年5月15日－5月19日   | 28點     |          |
| 7    | 2006年5月22日－5月26日   | 29點     |          |
| 8    | 2006年5月29日－6月2日    | 28點     |          |
| 9    | 2006年6月5日－6月9日     | 28點     | 31點     |
| 10   | 2006年6月12日－6月16日   | 27點     |          |
| 11   | 2006年6月19日－6月23日   | 28點     |          |
| 12   | 2006年6月26日－6月30日   | 28點     |          |
| 13   | 2006年7月3日－7月7日     | 28點     |          |
| 14   | 2006年7月10日－7月14日   | 29點     |          |
| 15   | 2006年7月17日－7月21日   | 28點     |          |
| 16   | 2006年7月24日－7月28日   | 28點     |          |
| 17   | 2006年7月31日－8月4日    | 30點     | 30點     |
| 18   | 2006年8月7日－8月11日    | 29點     | 32點     |
| 19   | 2006年8月14日－8月18日   | 27點     | 28點     |
| 20   | 2006年8月21日－8月25日   | 27點     |          |
| 21   | 2006年8月28日－9月1日    | 27點     |          |
| 22   | 2006年9月4日－9月8日     | 28點     | 31點     |
| 23   | 2006年9月11日－9月15日   | 28點     | 31點     |
| 24   | 2006年9月18日－9月22日   | 27點     | 29點     |
| 25   | 2006年9月25日－9月29日   | 26點     |          |
| 26   | 2006年10月2日－10月6日   | 23點     | 28點     |
| 27   | 2006年10月9日－10月13日  | 25點     |          |
| 28   | 2006年10月16日－10月20日 | 24點     |          |
| 29   | 2006年10月23日－10月27日 | 25點     |          |
| 30   | 2006年10月30日－11月3日  | 26點     | 30點     |
| 31   | 2006年11月6日－11月10日  | 25點     | 29點     |
| 32   | 2006年11月13日－11月17日 | 26點     |          |
| 33   | 2006年11月20日－11月24日 | 26點     | 29點     |
| 34   | 2006年11月27日－12月1日  | 26點     | 30點     |
| 35   | 2006年12月4日－12月8日   | 26點     | 29點     |
| 36   | 2006年12月11日－12月15日 | 27點     | 30點     |
| 37   | 2006年12月18日－12月22日 | 24點     |          |
| 38   | 2006年12月25日－12月29日 | 24點     |          |
| 39   | 2007年1月1日－1月5日     | 27點     |          |
| 40   | 2007年1月8日－1月12日    | 27點     | 29點     |
| 41   | 2007年1月15日－1月19日   | 27點     |          |
| 42   | 2007年1月22日－1月26日   | 26點     | 30點     |
| 43   | 2007年1月29日－2月2日    | 27點     | 29點     |
| 44   | 2007年2月5日－2月9日     | 25點     |          |
| 45   | 2007年2月12日－2月16日   | 23點     |          |
| 46   | 2007年2月19日－2月23日   | 23點     |          |
| 47   | 2007年2月26日－3月2日    | 26點     | 31點     |
| 48   | 2007年3月5日－3月9日     | 28點     |          |
| 48   | 2007年3月10日            | 23點     |          |

## 廣告商品及服務
此劇結構除了所需劇情外，亦得到廣告商的支持而加插大量廣告訊息，透過主角的日常生活，向觀眾注入廣告商的商品或服務的資訊，令廣告訊息成為此劇故事的主導，廣告商因此而大力支持。因此，此劇被視為香港置入性行銷的佼佼者。
| 廣告品牌                  | 廣告商品或服務           | 劇情                                                                                                | 附註                             |
| 地鐵公司 （現稱港鐵公司） | 服務態度、服務理念       | 地鐵職員細心地為高有義解釋地鐵停候的原因主要是為顧及乘客的安全                                      |                                  |
| 地鐵公司 （現稱港鐵公司） | 服務路線                 | 演員示範如何轉乘另一路線到達目的地                                                                  |                                  |
| 中華煤氣                  | 煤氣烹飪中心             | 高有朋於煤氣烹飪中心所設的廚房主持電視烹飪節目                                                      |                                  |
| 中華煤氣                  | 煤氣烹飪中心課程         | 高有朋於煤氣烹飪中心所設的廚房教授烹飪課程                                                          |                                  |
| 中華煤氣                  | 提供爐具                 | 煤氣公司為各住宅單位提供爐具                                                                        | 於節目結束時播放關於該公司的資訊 |
| 中華煤氣                  | 上門維修服務             | 煤氣公司為馬德安提供上門維修服務                                                                    |                                  |
| 黑人牙膏                  | 黑人牙膏                 | 於高慶大藥行及其他地方擺放大量該產品及張貼該產品海報                                                |                                  |
| 黑人牙膏                  | 黑人牙膏送貨服務         | 買大量黑人牙膏會有送貨服務                                                                          |                                  |
| KAWAII                    | 日本肝油丸               | 於高慶大藥行大量擺放該商品及張貼該商品的海報                                                        |                                  |
| DHL                       | 派遞員服務專業、態度熱誠 | 章溢滿經常表現自己有多專業及對工作有多熱誠                                                          |                                  |
| DHL                       | 截件時間                 | 章溢滿提醒客人截件時間                                                                              |                                  |
| DHL                       | 準時送貨                 | 章溢滿向客人表示只要能截件時間前遞交貨物，必定可於第二個早上運送到目的地                            |                                  |
| DHL                       | 顧客服務熱線             | 高家成員正為打不通其他機構的熱線而苦惱之際，章溢滿即表示DHL的熱線只要響三聲便有專人接聽，並即時示範 |                                  |
| DHL                       | 緊急應變中心             | 於第181集《有備無患》的劇情內，展示了DHL於有突發事件時的應變措施                                    | 於DHL的各部門內實地拍攝          |
| Panasonic                 | 「蛋糕西施」電飯煲       | 高有朋經常用電飯煲為家人焗蛋糕                                                                      |                                  |
| 白兔牌                    | 暗瘡膏                   | 於高慶大藥行大量擺放該商品及張貼該商品的海報                                                        |                                  |
| 白兔牌                    | 關滅宣DX                 | 於高慶大藥行大量擺放該商品及張貼該商品的海報                                                        |                                  |
| 白兔牌                    | 吻百蜜痱滋液             | 於高慶大藥行大量擺放該商品及張貼該商品的海報                                                        |                                  |
| 白兔牌                    | 番齒兵牙齦炎膠囊         | 於高慶大藥行大量擺放該商品及張貼該商品的海報                                                        |                                  |
| 白兔牌                    | 鼻炎膠囊                 | 於高慶大藥行大量擺放該商品及張貼該商品的海報                                                        |                                  |
| 永明金融                  | 保險服務                 | 高有義等人於「有義保險公司」工作                                                                    | 於節目結束時播放關於該公司的資訊 |
| 海爾電器                  | 提供電器                 | 海爾電器為各住宅單位提供電器和數碼產品                                                              |                                  |
| Sony Ericsson             | 3G手提電話               | 演員以3G手提電話作視像通話                                                                          | 未贊助前由海爾電器提供3G手提電話 |
| 威馬電器                  | 豆漿機                   | 高家成員經常喝自製豆漿                                                                              |                                  |
| 雅居樂地產                | 中國大陸住宅屋苑         | 高慶購買別墅，讓高家成員在別墅度假                                                                  | 曾為節目冠名贊助                 |
| OSIM                      | 健康按摩用品             | 於高慶大藥行新店對面開設門市，蘇花則在店內任店員                                                    |                                  |
| 太陽牌                    | 紙巾                     | 於高慶大藥行大量擺放該商品                                                                          |                                  |
| 潔柔牌                    | 紙巾                     | 於高慶大藥行大量擺放該商品                                                                          |                                  |
| 壽桃牌                    | QQ粉絲碗裝               | 高家成員經常食用並提及所食用的味道款式                                                              |                                  |
| 珍珍                      | 薯片                     | 高家成員經常食用                                                                                    |                                  |
| 珍珍                      | 牛仔片                   | 高家成員經常食用                                                                                    |                                  |

## 大陸引進版本
大陸版本命名為《青出於藍》，第一部120集由湖南廣播電視台引進，於2007年在大陸播出，國語版本同名主題曲由超級女聲演唱。

## 重播
此劇曾於2013年11月26日至2014年5月16日下午、2019年12月21日至2020年9月10日凌晨在翡翠台重播。

## 外部連結
- 無綫電視官方網頁 - 高朋滿座
- 羅永賢會再添食多120集，加入陳敏之、蔣志光 （页面存档备份，存于），2006年8月19日明報
- 無綫電視官方網頁 - 高朋滿座留言版─網友在留言版扮演劇中人

## 電視節目的變遷
| 香港 無綫電視翡翠台 星期一至五 20:00－20:30                              | 香港 無綫電視翡翠台 星期一至五 20:00－20:30 | 香港 無綫電視翡翠台 星期一至五 20:00－20:30 |
| ------------------------------------------------------------------------ | ------------------------------------------- | ------------------------------------------- |
|                                                                          | 高朋滿座 （2006年4月10日－2007年3月10日）   |                                             |
| 人生馬戲團 （第1－15集） （2006年3月10日－2006年4月7日）（20:00－21:00） | 同事三分親 （2007年3月12日－2008年8月7日）  |                                             |

| 加拿大 新時代電視1台 星期一至五 13:50-14:20 | 加拿大 新時代電視1台 星期一至五 13:50-14:20  | 加拿大 新時代電視1台 星期一至五 13:50-14:20 |
| ------------------------------------------- | -------------------------------------------- | ------------------------------------------- |
|                                             | 高朋滿座 （2013年8月27日－2014年7月28日）    |                                             |
| 皆大歡喜 （2011年12月14日－2013年8月26日）  | 同事三分親 （2014年7月29日－2015年12月21日） |                                             |